# 제롬 데이비드 샐린저
제롬 데이비드 샐린저(영어: Jerome David Salinger, 1919년 1월 1일 ~ 2010년 1월 27일)는 32세 때 쓴 대표작 《호밀밭의 파수꾼》으로 유명한 미국의 작가이다.

## 경력

### 문학 활동
미국 뉴욕주 뉴욕 시티 맨해튼에서 자란 그는 중 고등학교 시절부터 단편을 쓰기 시작하였다. 몇몇 단편들은 그가 아직 2차 대전에 참전하기 전이었던 1940년 초에 출판되기도 하였다. 1936년에 뉴욕 대학교에 입학하였으나 다음 해에 중퇴하였다. 1939년에 컬럼비아 대학교 창작문학 과정에 입학하여 휘트 버넷(Whit Burnett)이 가르치는 야간 수업을 수강하였다. 제2차 세계대전 중이던 1942년 봄에는 컬럼비아 대학교 중퇴 직후 미국 육군 군대에 징병되어 노르망디 상륙 작전에 참가하였고 1945년에는 2차 대전이 종전되는 것을 목도하였으며 2년 후 1947년 봄에 미국 육군 하사 예편하였다.
그는 1948년 《뉴요커》에 《바나나피시를 위한 완벽한 날》을 출판한다. 그의 후속 작품의 발상지가 된 이 단편은 당시 비평가들로부터 호평을 받는다. 그 후 계속하여 장·단편 소설 수십 편을 발표하였는데, 그 중 1951년에 발표한 첫 소설 《호밀밭의 파수꾼》이 곧바로 대중적 성공을 거둔다. 청춘기의 소외감과 순수함의 손실에 대한 주인공 홀든 콜필드의 서술은 특히 청춘기 독자들에게 큰 영향을 준다. 이 소설은 한 해 약 250,000부가 판매되는 등 매우 널리 읽히게 된다.
《호밀밭의 파수꾼》의 성공으로 대중의 큰 관심과 감시 속에 그는 은둔적으로 변하고 새 작품을 출판하는 것도 드물어지게 된다. 1965년 이후로는 작품을 발표하지 않았으며 1980년 이후로는 인터뷰도 가지지 않았다. 《호밀밭의 파수꾼》 다음으로 그가 발표한 작품으로는 세 단편집 《아홉가지 이야기》(1953), 《프래니와 주이》(1961), 《목수들아, 대들보를 높이 올려라》(1963)가 있다. 그의 가장 최근 출판된 작품은 1965년 《뉴요커》에 실린 중편소설 《Hapworth 16, 1924》이다.
2010년 1월 27일, 뉴햄프셔주 코니시에 있는 자택에서 노환으로 사망하였다.

## 호밀밭의 파수꾼
1940년, Salinger는 몇몇의 사람들에게 그의 짧은 이야기 "Slight Rebellion off Madison"의 10대 주인공 Holden Caulfield, Little, Brown에 대해 소설을 쓰고 있다고 털어놨고 1951년 7월 16일 출판사는 호밀밭의 파수꾼을 출판하였다. 그 소설의 줄거리는 간단하다, 자세하게는 엘리트 사립고등학교에서 4번의 추방 그리고 퇴학 이후에 16살 Holden의 뉴욕의 경험이다. 이 책은 1 인칭 서술자 Holden의 인격과 증언의 목소리로 더 유명하다. 그는 충성심의 중요성, 성인의 성숙함, 자신의 이중성에 대하여 설명하는 통찰력 있지만 신뢰할 수 없는 해설자 역할을 한다. 1953년 고등학교 신문의 인터뷰에서 Salinger 소설은 일종의 자서전이라는 것을 인정했고“나의 소년기는 책의 소년과 정말 매우 비슷했습니다. 그리고 그것은 그것을 사람들에게 말하면서 큰 위안이 되었습니다.” 라고 설명했다.
이 책에 대한 초기 반응은 뉴욕 타임즈가 "비정상적으로 빛나는 첫 소설"이라고 칭송한 것에서부터 이 책의 단조로운 언어에 대한 폄하, 홀든(Holden Caulfield)의 "불륜과 변태"(그는 종교적 비방을 사용하고 가벼운 섹스와 매춘에 대해 자유롭게 논의한다)에 이르기까지 다양했다. 이 소설은 대중적인 성공을 거두었고, 출판된 지 두 달 만에 여덟 번이나 재판되었다. 이 책은 뉴욕 타임즈 베스트셀러 목록에 30주 동안 올랐다. 이 책의 초기 성공은 잠시 동안의 인기 침체로 이어졌지만, 그의 전기 작가 이안 해밀턴(Ian Hamilton)에 따르면, 1950년대 후반까지 이 책은 "모든 음침한 청소년들이 사야 하는 책이 되었고, 냉담한 스타일의 불만을 얻을 수 있는 필수적인 매뉴얼이 되었다." 그것은 마크 트웨인(Mark Twain)의 허클베리 핀의 모험과 비교되어 왔다. 신문들은 "캐처 컬트"에 대한 기사를 싣기 시작했고, 이 소설은 주제와 가톨릭 월드 리뷰어 라일리 휴즈(Riley Hughes)가 "아마추어 욕설과 거친 언어의 과도한 사용"이라고 말한 것 때문에 일부 미국 학교뿐만 아니라 여러 나라에서 금지되었다. 분노한 한 부모의 표에 따르면, "goddamn"의 237건, "bastard"의 58건, "Chrissakes"의 31건, 그리고 "flatulence"의 한 사건이 샐링거의 책에 잘못된 것을 구성했다. 1970년대, 그 책을 선정한 미국의 몇몇 고등학교 교사들은 해고를 당하거나, 사직을 강요당했다. 1979년 검열에 대한 연구에서 <호밀밭의 파수꾼>이 “미국에서 가장 자주 검열된 책인 동시에 공립 고등학교에서 두 번째로 가장 자주 가르치는 미심쩍은 책이다”(존 스테인백의 <생쥐와 인간> 다음으로) 라고 언급했다. 그 책은 여전히 널리 읽히고; 2004년 현재, 매년 약 250000 권 이상 팔리고 있으며, “전 세계에서 1000만 권 이상 팔린다.”
1980년 12월에 싱어송 라이터인 존 레논을 총살한 마크 데이비드 채프만은 이 책에 빠져 있었다. 그의 주된 동기는 레논의 라이프스타일과 공개적인 발언에 대한 불만, 뿐만 아니라 홀든 콜필드와 관련된 망상이었다.
1950년대 성공의 결과로서, 샐린저는 사무엘 골드윈의 제안을 포함하여, <호밀밭의 파수꾼>을 영화로 상영해달라는 수많은 제안을 받았다 (그리고 거절했다). 책의 출판 이후, 영화 제작자들 사이에서 그 소설에 대한 관심이 계속되면서, 빌리 와일더, 하비 와인스타인, 스티븐 스필버그 등이 영화 제작권을 얻어내려 하였다. 1970년대에 샐린저는 “제리 루이스는 몇 년 동안 홀든의 역할을 손에 넣으려고 노력했다.”라고 말했다. 샐린저는 수차례 거절했고, 1999년에 그의 전 애인인 조이스 메이나드가 “홀든 콜필드를 연기할 수 있는 유일한 사람은 제롬 데이비드 샐린저뿐이었다.”라고 결론지었다.

## 같이 보기
- 《호밀밭의 파수꾼》
- 콜필드 신드룸